# Lytschakiwski-Friedhof

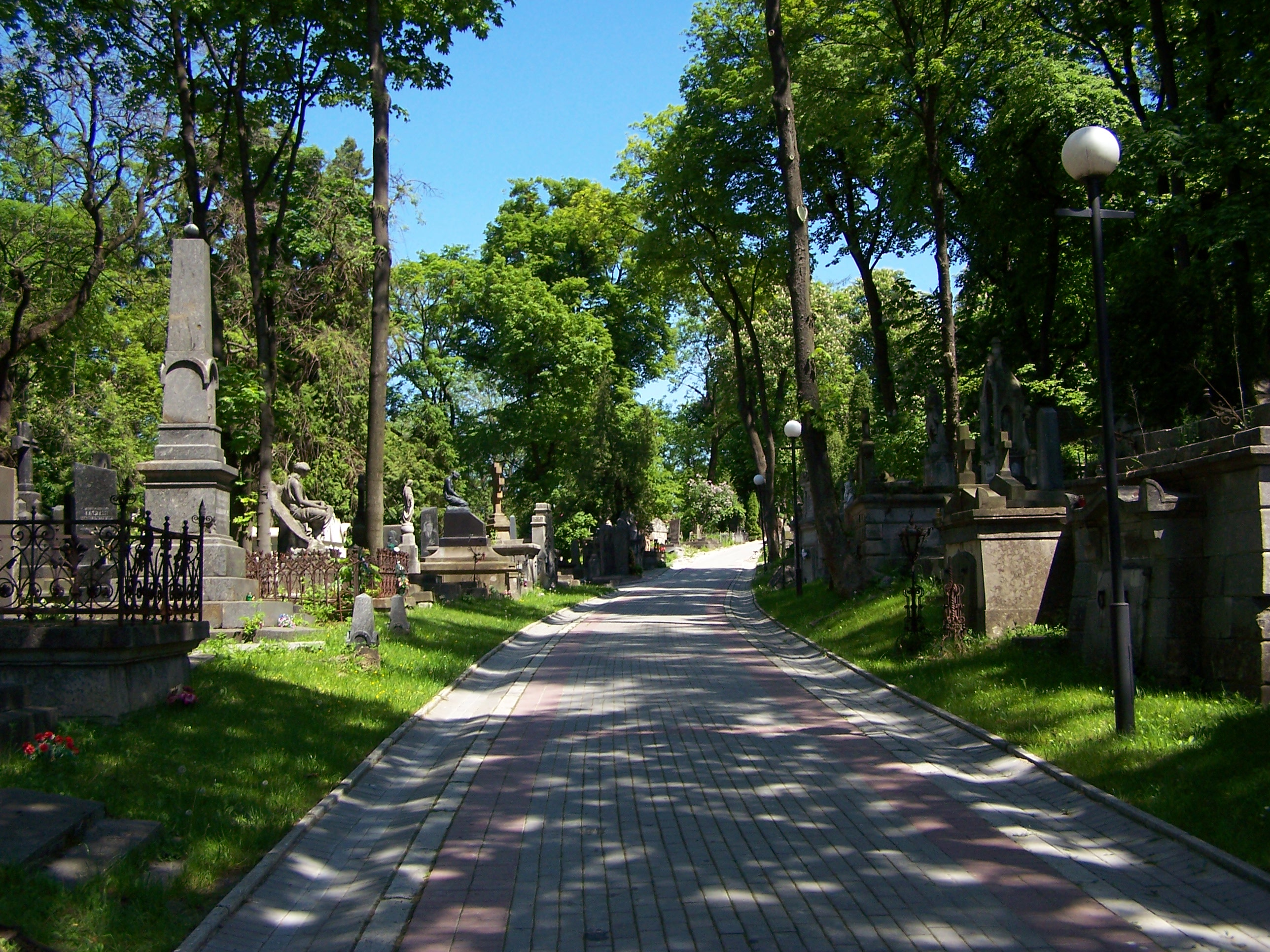
Lytschakiwski-Friedhof (2007)

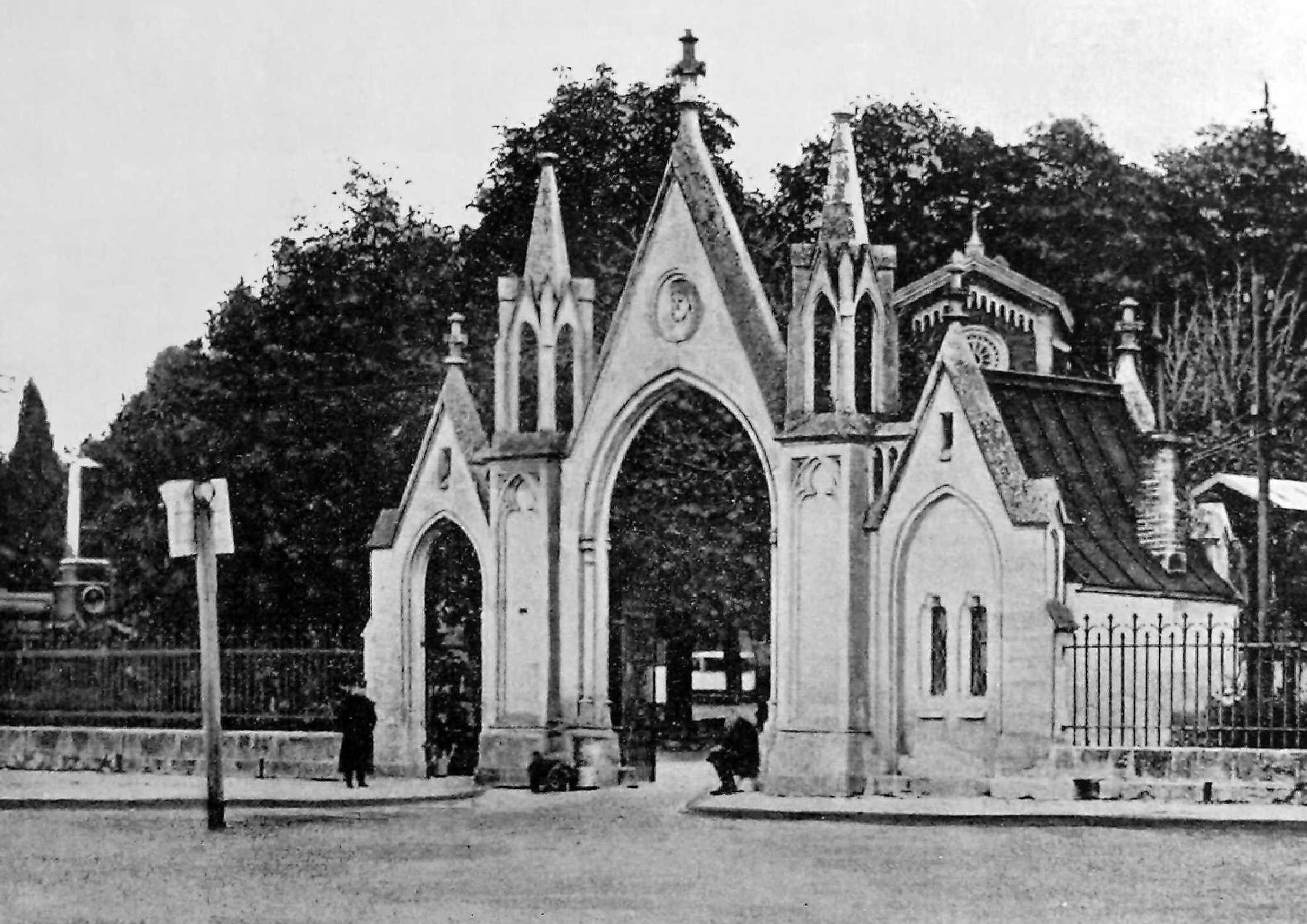
Lytschakiwski-Friedhof – Haupttor (circa 1900)

Der Lytschakiwski-Friedhof (ukrainisch Личаківський цвинтар Lytschakiwskyj Zwyntar, russisch Лычаковское кладбище, polnisch Cmentarz Łyczakowski, deutsch Lützenhofer Friedhof) ist ein Friedhof in der westukrainischen Stadt Lwiw (Lemberg), im Stadtteil Lytschakiw.

## Geschichte
Seit seiner Anlegung 1787 war der Łytschakiwski-Friedhof die Hauptbegräbnisstätte der örtlichen Intelligenzija, Mittel- und Oberschicht. Ursprünglich lag der Friedhof auf einigen Hügeln im Stadtbezirk Łyczaków (auch Lützenhof), entsprechend einer Verordnung des Österreich-Ungarischen Reiches, wonach Friedhöfe außerhalb der Stadtgrenzen errichtet werden mussten. Die ursprünglichen Pläne für den Friedhof stammten von Karol Bauer, dem Leiter des Botanischen Gartens der Universität Lwiw.
Mitte der 1850er wurde der Friedhof wesentlich durch Tytus Tchórzewski erweitert, der das noch heute bestehende Netzwerk aus Alleen und Rondells erschuf. Damit wurde der Lytschakiwski-Friedhof der Hauptfriedhof der Stadt, und bald wurden die meisten anderen Friedhöfe geschlossen. Die zwei größten, die bestehen blieben, waren der Janiwski-Friedhof (polnisch: Janowski-Friedhof) mit vielen Arbeiter-Gräbern, und der angrenzende Neue Jüdische Friedhof. Der Lytschakiwski-Friedhof wurde von allen christlichen Konfessionen der Stadt benutzt: außer den römisch-katholischen Christen schloss dies auch die Katholischen Ostkirchen, die Protestanten und die Orthodoxen ein.

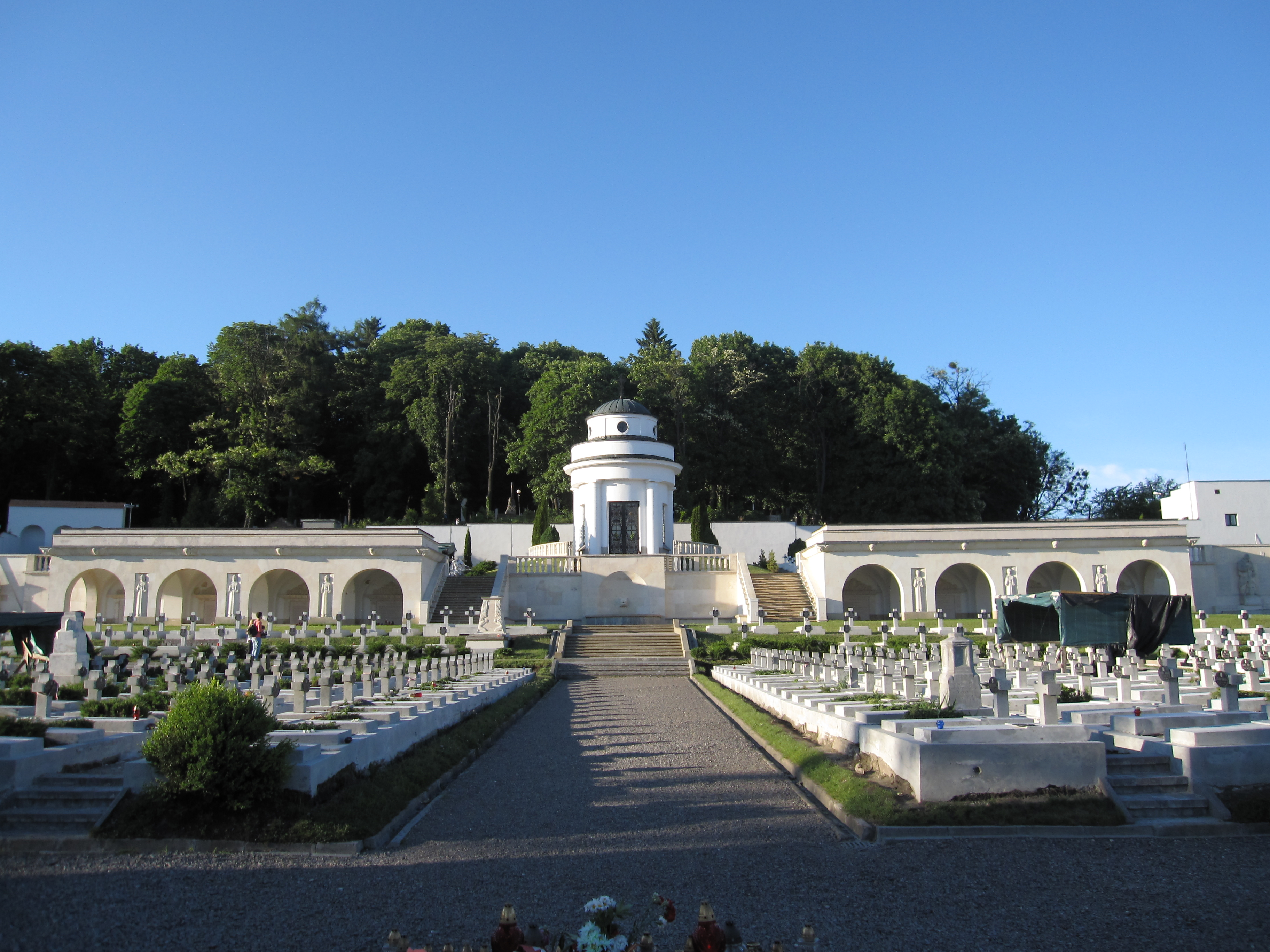
Grabanlage für die Verteidiger von Lemberg 1918

Im Jahre 1925 wurde die Asche eines unbekannten Verteidigers von Lemberg im Ersten Weltkrieg zum Grab des unbekannten Soldaten in Warschau überführt. Neben dem Mausoleum der polnischen Verteidiger der Stadt von 1918 befindet sich seit 1999 außerdem ein Monument zu Ehren der Sitscher Schützen (ukrainisch: Січові стрільці), die im Ersten Weltkrieg auf Seiten Österreich-Ungarns kämpften.

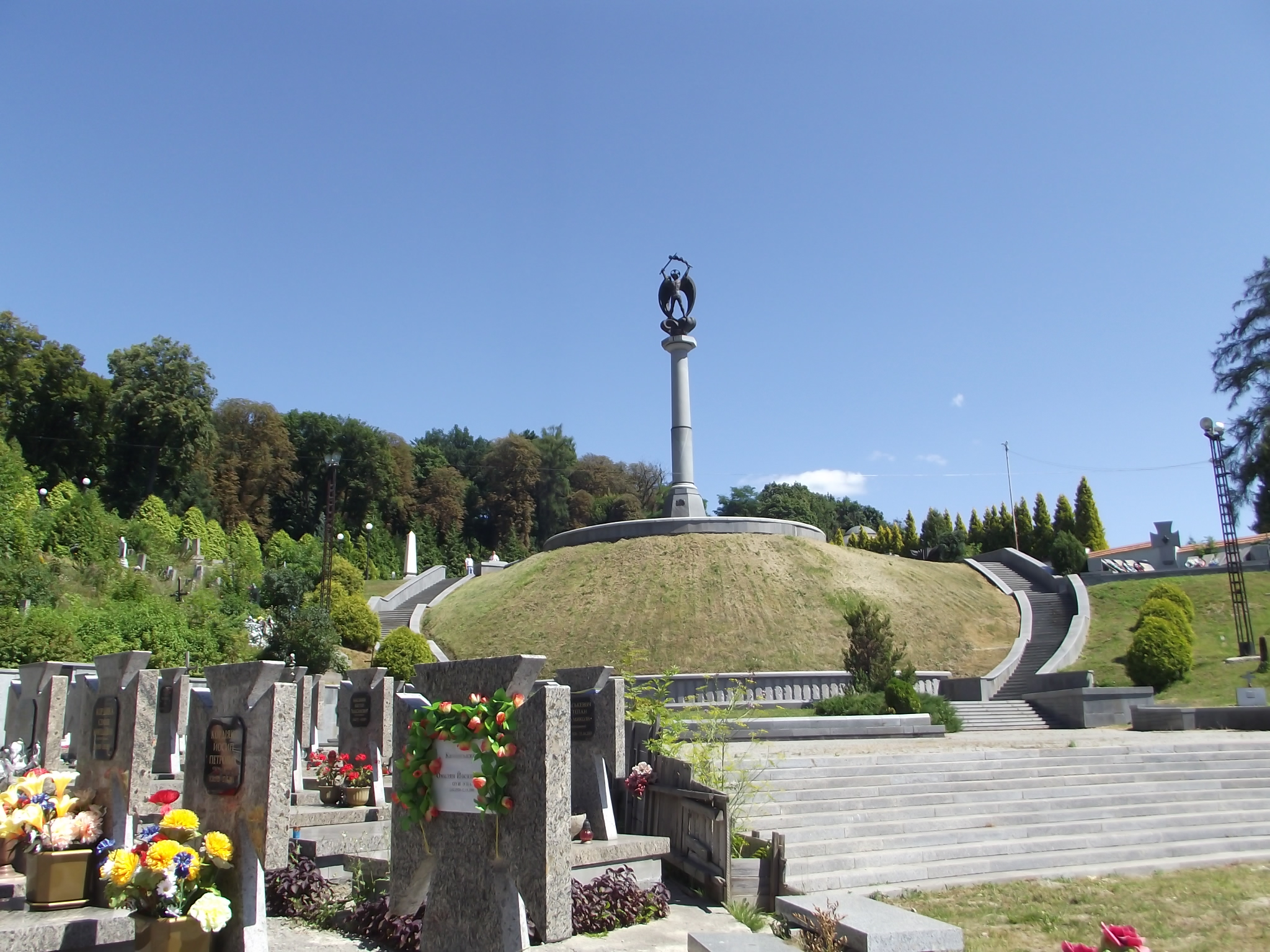
Gedenkstätte für die Soldaten der Ukrainischen Galizischen Armee

Nach dem Zweiten Weltkrieg wurde die Stadt von der Sowjetunion annektiert und die überlebenden polnischen Einwohner im Zuge der Zwangsumsiedlung von Polen aus den ehemaligen polnischen Ostgebieten 1944–1946 vertrieben. Damit begann eine Periode des Verfalls der Monumente, die sich auf dem Friedhof befanden. Bis 1971 wurden viele Skulpturen zerstört. Der Friedhof der Verteidiger von Lemberg, auf dem die Lemberger Adler bestattet sind, wurde 1971 mit Panzern dem Erdboden gleichgemacht und als städtische Müllhalde genutzt. Allerdings wurde 1975 der Friedhof zum historischen Denkmal erklärt und die Entehrung beendet. Seit den späten 1980ern wurde der Friedhof einem kontinuierlichen Wiederaufbau und einer Sanierung unterzogen und ist damit wieder eine der Hauptattraktionen für Touristen in Lwiw.
„Die einen sehen in der Wiederherstellung der Anlage den Beginn einer nationalen Aussöhnung, andere Polen feiern sie insgeheim als Triumph über die Ukrainer, andere Ukrainer geißeln sie als Akt der Unterwerfung unter die Polen. Der Łytschakiwski-Friedhof ist noch immer Kristallisationspunkt konkurrierender Erinnerungen.“

## Berühmte Personen

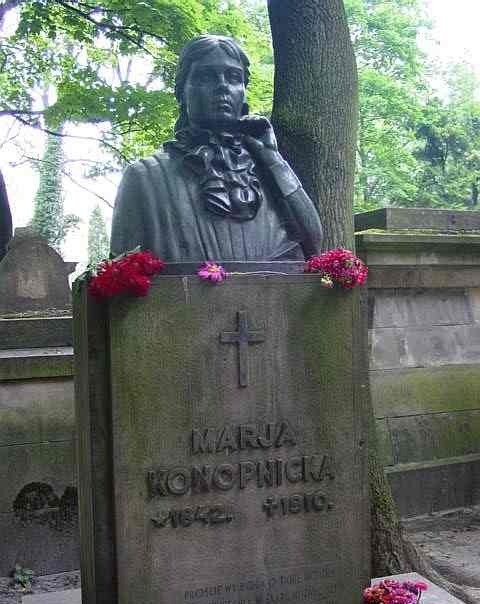
Grab der Dichterin Maria Konopnicka. Die Skulptur stammt von Luna Drexlerówna.

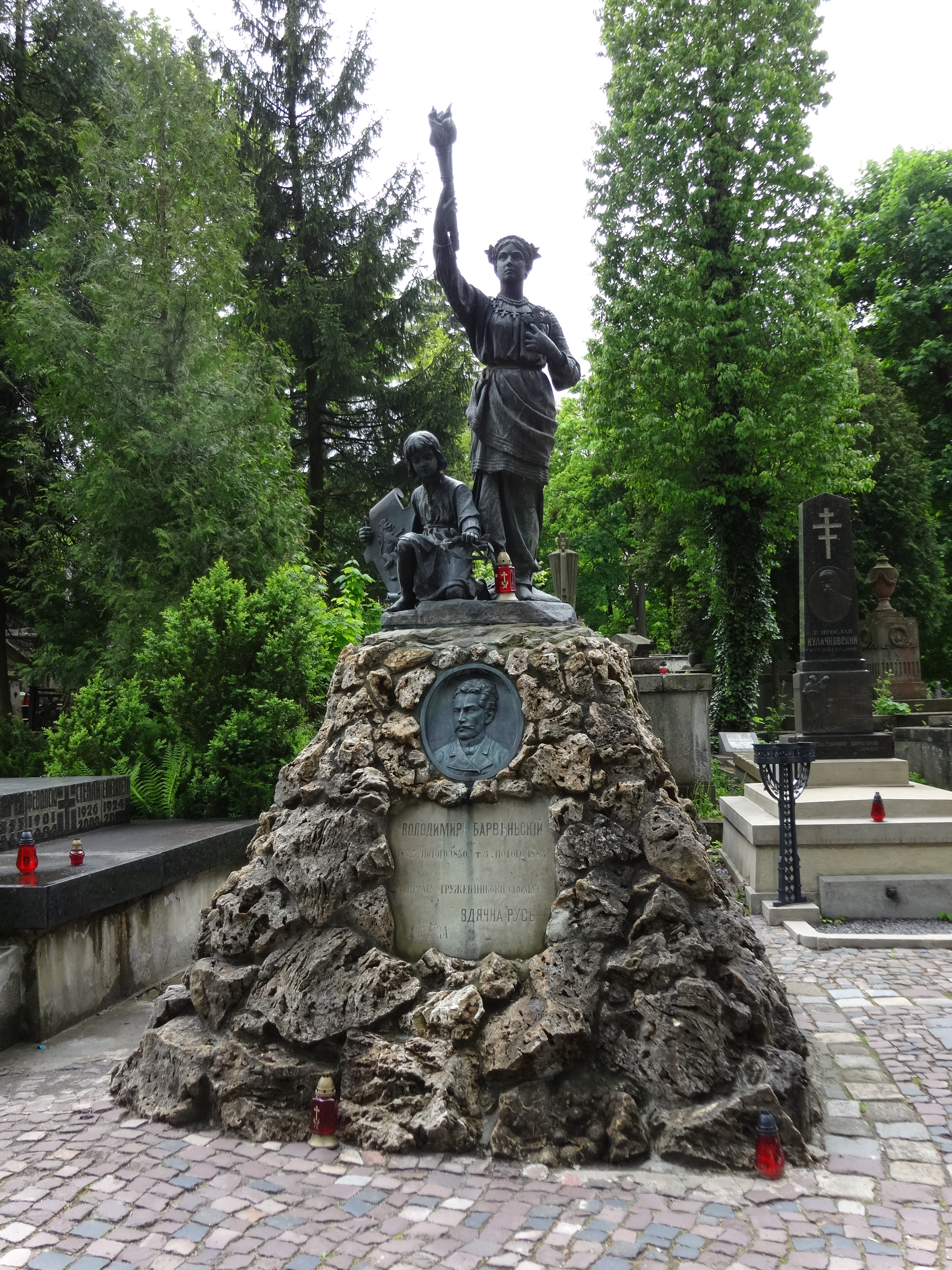
Wolodymyr Barwinskyj, Literaturkritiker, Essayist und Übersetzer.

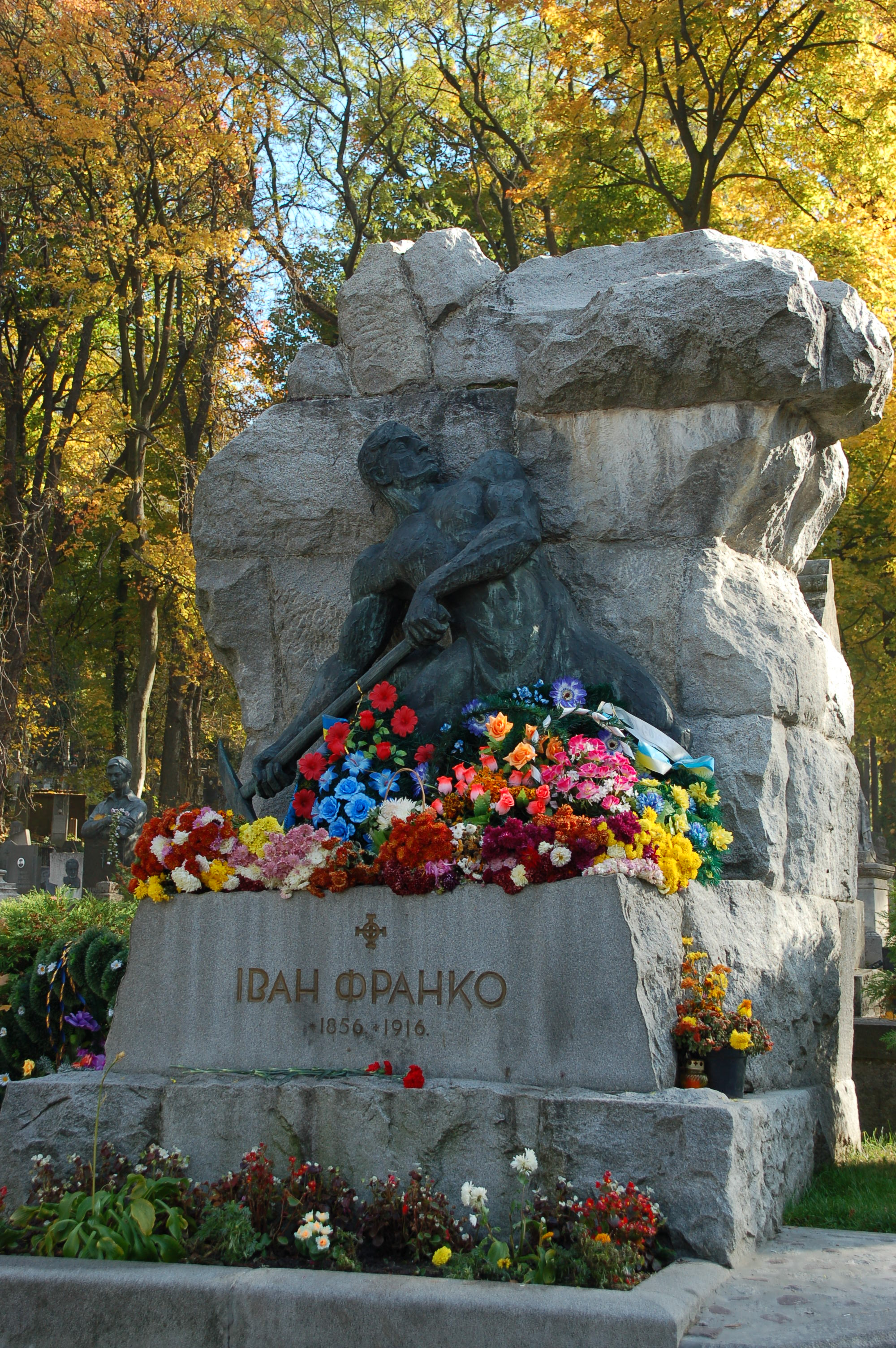
Grabmal des Dichters Iwan Franko.

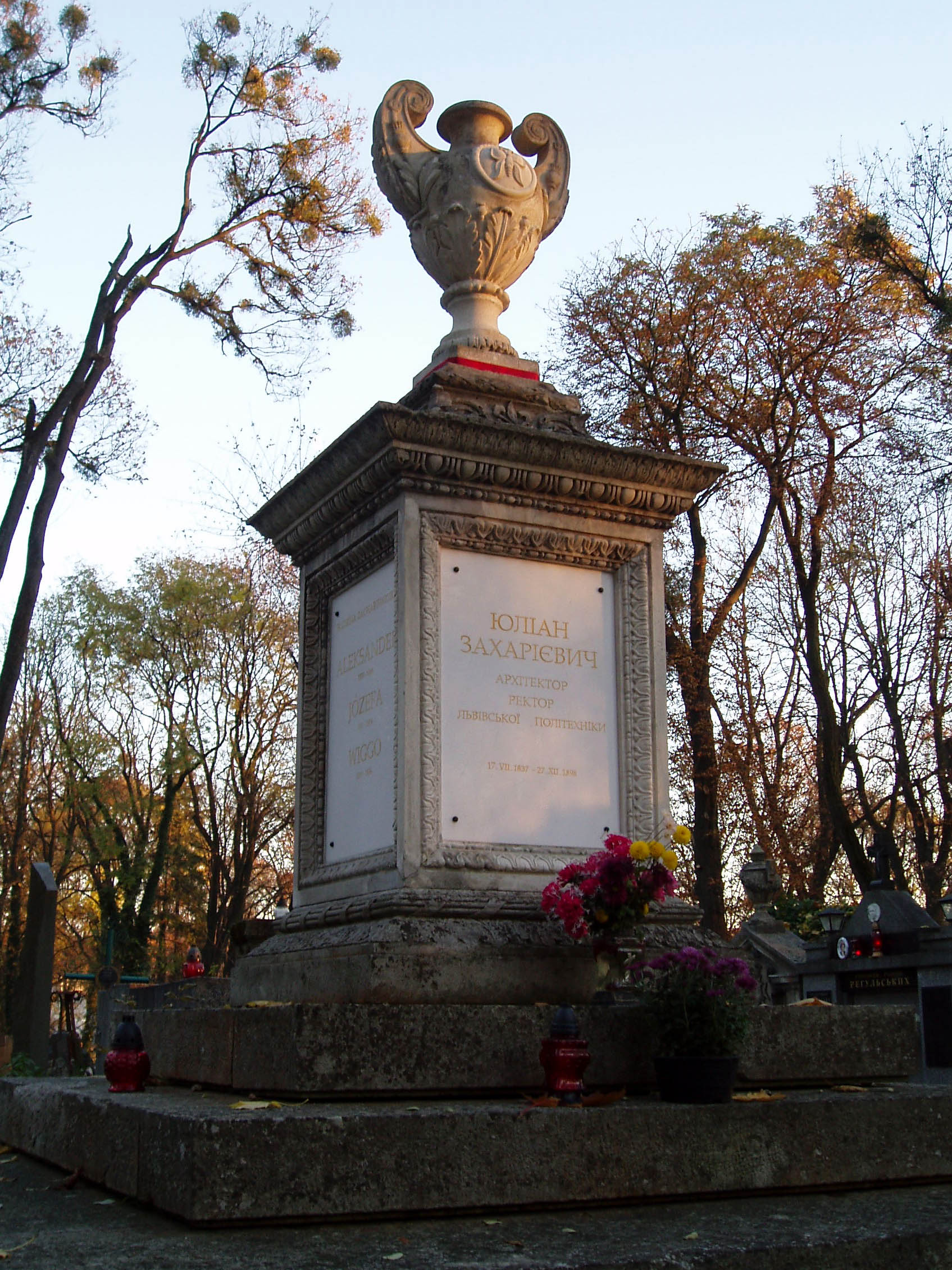
Grabmal des Architekts Julian Zachariewicz.

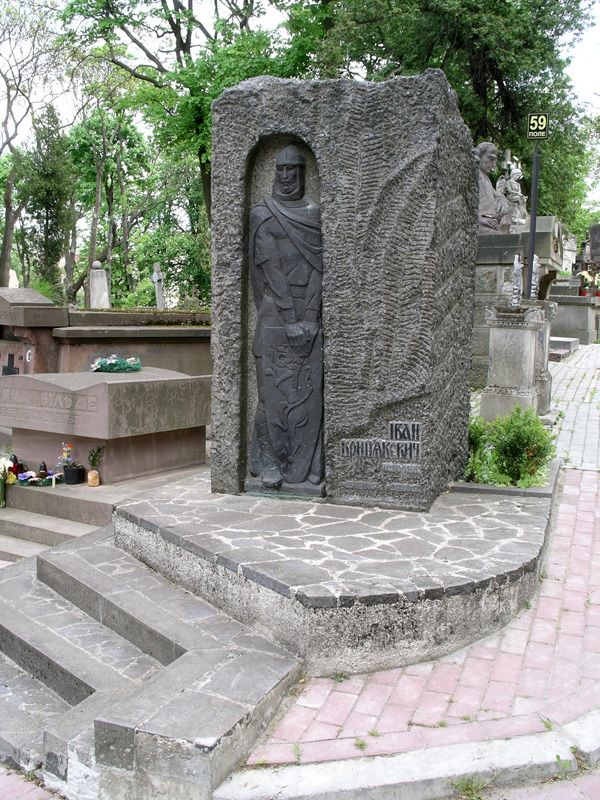
Grabmal des Historikers Iwan Krypjakewytsch.

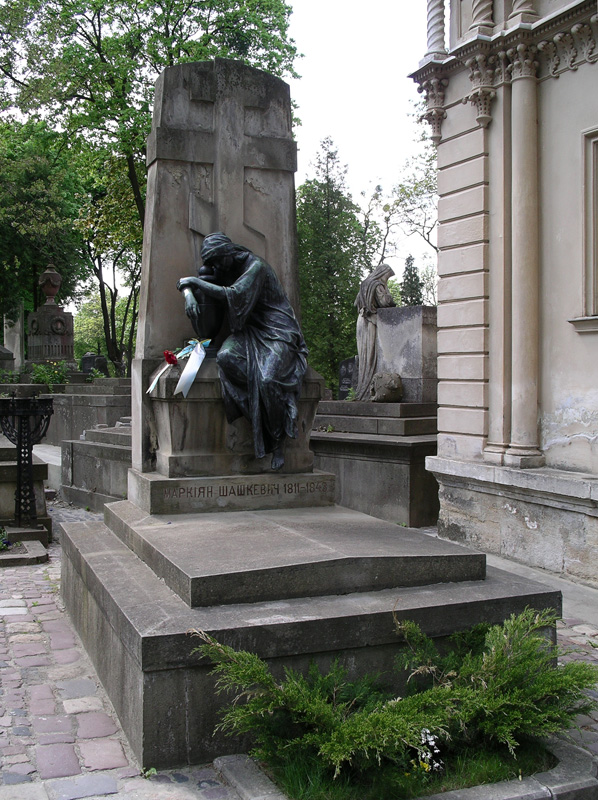
Grabdenkmal für Schriftsteller Markijan Schaschewytsch.

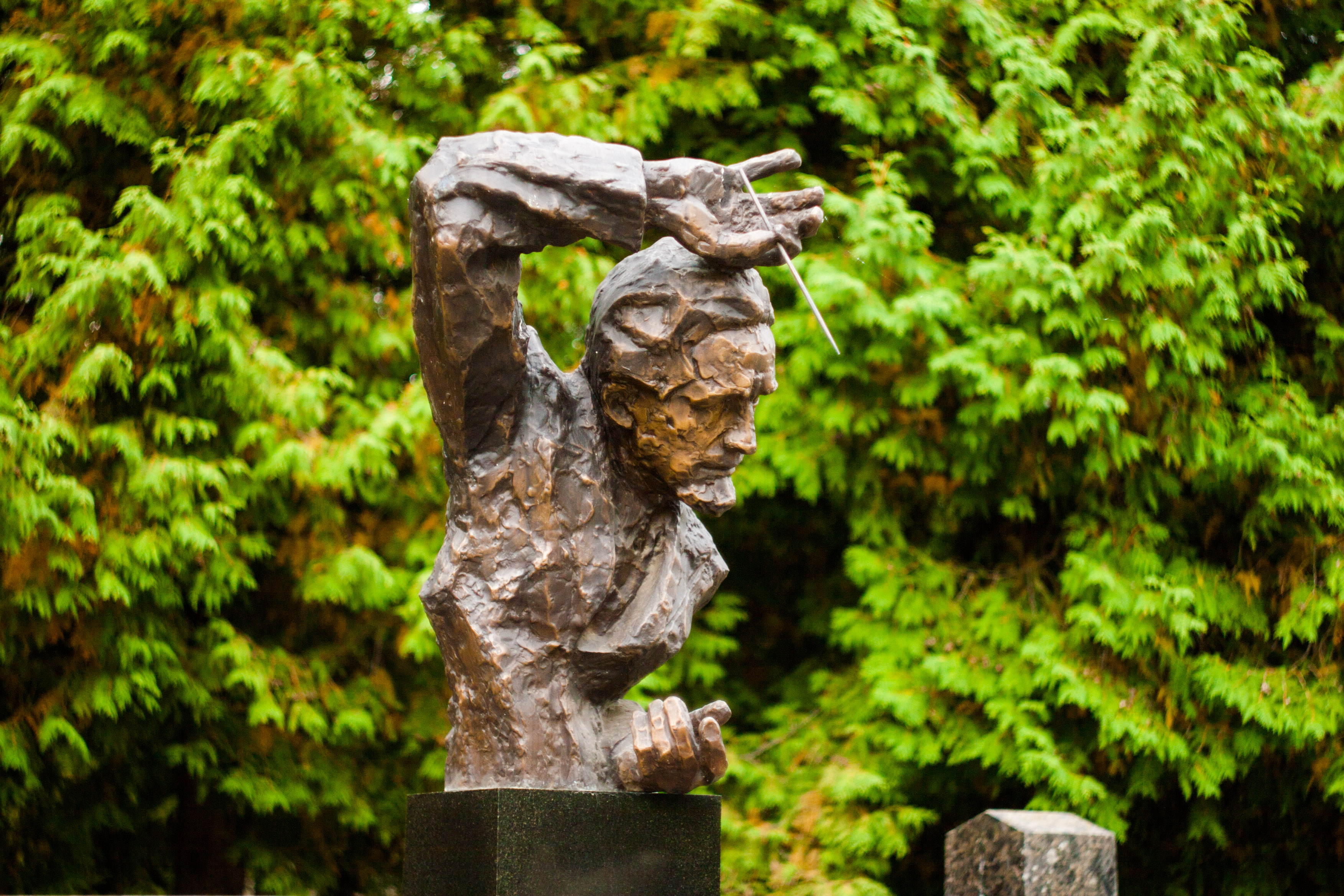
Grabdenkmal für Komponist Mykola Kolessa.

Da die Stadt Lwiw auch ein Zentrum polnischer Kultur war, sind dort, neben bekannten Ukrainern auch eine Vielzahl berühmter Polen begraben. Darunter:
- Roman Abraham (1891–1976), polnischer General
- Ernest Adam (1868–1926), polnischer Bankier, Mäzen und Politiker
- Oswald Balzer (1858–1933), polnischer Jurist
- Stefan Banach (1892–1945), polnischer Mathematiker
- Oleksandr Barwinskyj (1847–1926), ukrainischer Politiker, Pädagoge und Historiker
- Wassyl Barwinskyj (1888–1963), ukrainischer Komponist
- Wolodymyr Barwinskyj (1850–1883),  ukrainischer Literaturkritiker, Essayist und Übersetzer
- Władysław Bełza, polnischer Schriftsteller
- Ihor Bilosir, ukrainischer Komponist
- Rostyslaw Bratunj, ukrainischer Poet
- Jaroslaw Daschkewytsch (1926–2010), ukrainischer Historiker, Orientalist und Dissident
- Jan Dobrzański (1820–1885), polnischer Journalist, Revolutionär und Theaterleiter
- Benedykt Dybowski (1833–1930), polnischer Soldat, Abenteurer, Ethnologe und Biologe
- Roman Fedoriw,  ukrainischer Schriftsteller
- Iwan Franko (1856–1916), ukrainischer Poet und Reformer der Ukrainischen Sprache
- Olha Franko (1864–1941), ukrainische Schriftstellerin, Übersetzerin, Sozialaktivistin, Publizistin und Verlegerin
- Mieczysław Gębarowicz, polnischer Historiker
- Franciszek Ksawery Godebski, polnischer Historiker
- Arthur Grottger (1837–1867), polnischer Maler
- Zygmunt Gorgolewski, polnischer Architekt, Erbauer der Lemberger Oper
- Seweryn Goszczyński (1803–1876), polnischer Poet
- Jaroslaw Halan (1902–1949), ukrainischer kommunistischer Schriftsteller, Dramatiker, Journalist und Publizist
- Hanna Hawrylez (1958–2022), ukrainische Komponistin und Hochschullehrerin
- Iwan Hel (1937–2011), ukrainischer Menschenrechtsaktivist, Dissident, Schriftsteller, Kirchenführer und Politiker
- Wolodymyr Hnatjuk (1871–1926), ukrainischer Schriftsteller, Literaturwissenschaftler, Übersetzer und Journalist
- Jacques Hnizdovsky (1915–1985), ukrainischer Grafiker und Designer
- Sydir Holubowytsch (1873–1938), ukrainischer Rechtsanwalt und Politiker
- Mychajlo Horyn (1930–2013), ukrainischer Menschenrechtsaktivist, Dissident und Politiker
- Roman Iwanytschuk (1929–2016), ukrainischer Schriftsteller und Politiker[3]
- Wolodymyr Iwasjuk (1949–1979), ukrainischer Komponist
- Ihor Kalynez (1939–2025), ukrainischeк Dichter und Schriftstelleк und Dissident
- Iryna Kalynez (1940–2012), ukrainische Lyrikerin, Schriftstellerin und Dissidentin
- Jan Nepomucen Kamiński, Gründer des ersten Theaters in Lemberg
- Mykola Kapustjanskyj (1879–1969), ukrainischer General
- Petro Karmanskyj (1878–1956), ukrainischer Dichter, Journalist, Übersetzer
- Wojciech Kętrzyński (1838–1918), polnischer Historiker und Namensgeber der Stadt Kętrzyn
- Filaret Kolessa (1871–1947), ukrainischer Ethnograph, Folklorist, Komponist, Musikwissenschaftler
- Mykola Kolessa (1903–2006), ukrainischer Komponist, Dirigent, Pädagoge
- Maria Konopnicka (1842–1910), polnische Schriftstellerin
- Teofil Kopystynskyj (1844–1916), ukrainischer Maler, Porträtist und Restaurator
- Anatolij Kos-Anatolskyj (1909–1983), ukrainischer Komponist
- Pawlo Kowschun (1896–1939), ukrainischer Grafiker, Maler und Kunstkritiker
- Salome Kruschelnytska (1842–1952), ukrainische Sopran
- Laryssa Kruschelnyzka (1928–2017), ukrainische Prähistorikerin und Bibliothekarin
- Iwan Krypjakewytsch (1886–1967), ukrainischer Historiker
- Olena Kultschyzka (1877–1967), ukrainische Graphikerin und Malerin
- Olha-Melanija Kultschyzka (1873–1940), ukrainische dekorative Kunsthandwerkerin und Lehrerin
- Antoni Laub (1792–1843), polnischer Maler, Miniaturmaler und Lithograf
- Iwan Lewynskyj (1851–1919), ukrainischer Architekt, Lehrer und Unternehmer
- Stanislaw Ljudkewytsch (1879–1979), ukrainischer Komponist
- Walery Łoziński (1837–1861), polnischer Schriftsteller
- Oleksandr Luschpynskyj  (1878–1943), ukrainischer Architekt und Maler
- Karol Henryk Mikolasch (1837–1888), Pharmazeut
- Karol von Mikuli (1819–1897), polnischer Komponist, Pianist
- Jaroslawa Musyka (1894–1973), ukrainischer Künstlerin
- Jewhen Nakonetschnyj (1931–2006), ukrainischer Historiker
- Oleksa Nowakiwskyj (1872–1935), ukrainischer Maler und Pädagoge
- Stanisław Niewiadomski (1959–1936), polnischer Komponist
- Sofia Okunewska (1865–1926), ukrainische Ärztin
- Julian Konstanty Ordon (1810–1887), polnischer Offizier
- Mychajlo Pawlyk (1853–1915), ukrainischer Journalist, Schriftsteller, Übersetzer und Publizist
- Hryhorij Peschanskyj (1860–1925), ukrainischer Architekt
- Josef Pomiankowski (1866–1929), österreichischer General
- Lew Rebet (1912–1957), ukrainischer Politiker, OUN
- Julian Romantschuk (1842–1932), ukrainischer Politiker, Journalist und Aktivist
- Tadeusz Rozwadowski (1866–1928), österreichisch-ungarischer sowie polnischer General
- Milena Rudnyzka (1892–1976), ukrainische politische Aktivistin, Pädagogin, Journalistin und Schriftstellerin und Feministin
- Wsewolod Petrowitsch Saderazki (1891–1953), russischer Komponist und Pianist
- Stefanija Schabatura (1938–2014), ukrainische Teppichkünstlerin und Dissidentin
- Markijan Schaschkewytsch (1811–1843), ukrainischer Schriftsteller, Dichter und Priester
- Wassyl Schtschurat (1871–1948), ukrainischer Literaturwissenschaftler, Schriftsteller und Übersetzer
- Roman Selskyj (1903–1990), polnisch-ukrainischer Maler
- Kazimierz Sichulski (1879–1942), polnischer Maler
- Margit Sielska-Reich (1900–1980), polnisch-ukrainische Malerin
- Myroslaw Skoryk (1938–2020), ukrainische Komponist
- Wassyl Slipak (1974–2016), ukrainischer Opernsänger[4]
- Franciszek Smolka (1810–1899), polnisch-österreichischer Politiker, Alterspräsident des Abgeordnetenhauses des Reichsrates
- Sofija Stadnykowa (1888–1959), sowjetisch-ukrainische Schauspielerin und Opernsängerin
- Karol Szajnocha (1818–1868), polnischer Historiker
- Hipolit Śliwiński (1866–1932), polnischer Architekt und Politiker
- Wolodymyr Temnyzkyj (1879–1938), ukrainischer sozialdemokratischer Politiker
- Wiktor Tschukarin (1921–1984), ukrainisch-sowjetischer Kunstturner
- Oleksandr Tysowsky, Gründer der ukrainischen Pfadfinder
- Hryhorij Tjutjunnyk (1920–1961), ukrainischer Schriftsteller[5]
- Mykolaj Tscharnezkyj (1884–1959), ukrainischer Titularbischof der Ukrainisch-Griechisch-Katholischen Kirche
- Iwan Wahylewytsch  (1811–1866), ukrainischer Folklorist, Schriftsteller, Philologe
- Iwan Wakartschuk (1947–2020), ukrainische Physiker, Universitätsrektor und Politiker
- Iryna Wilde (1907–1982), ukrainische Schriftstellerin
- Iwan Werchratskyj (1846–1919), ukrainischer Philologe, Schriftsteller und Naturforscher
- Mychajlo Wosnjak (1881–1954), ukrainischer Literaturkritiker und -historiker
- Borys Wosnyzkyj (1926–2012), ukrainischer Kunsthistoriker, Direktor der Lwiwer Kunstgalerie[6]
- Gabriela Zapolska (1857–1921), polnische Schriftstellerin
- Wenzel Zaleski (1799–1849), polnischer Schriftsteller, Theaterkritiker und als erster Pole österreichischer Gouverneur von Galizien

Auf dem Friedhof liegt eine große Zahl von Opfern der Kriege und Konflikte des 19. und 20. Jahrhunderts, darunter folgender historischer Ereignisse:
- Novemberaufstand
- Januaraufstand
- Erster Weltkrieg
- Verteidigung von Lemberg (der Friedhof der Lemberger Adler wurde am 24. Juni 2005 wieder eröffnet)
- Polnisch-Ukrainischer Krieg
- Polnisch-Sowjetischer Krieg
- Polnischer Verteidigungskrieg 1939
- Zweiter Weltkrieg
- Repressionen des NKWD

## Gräber

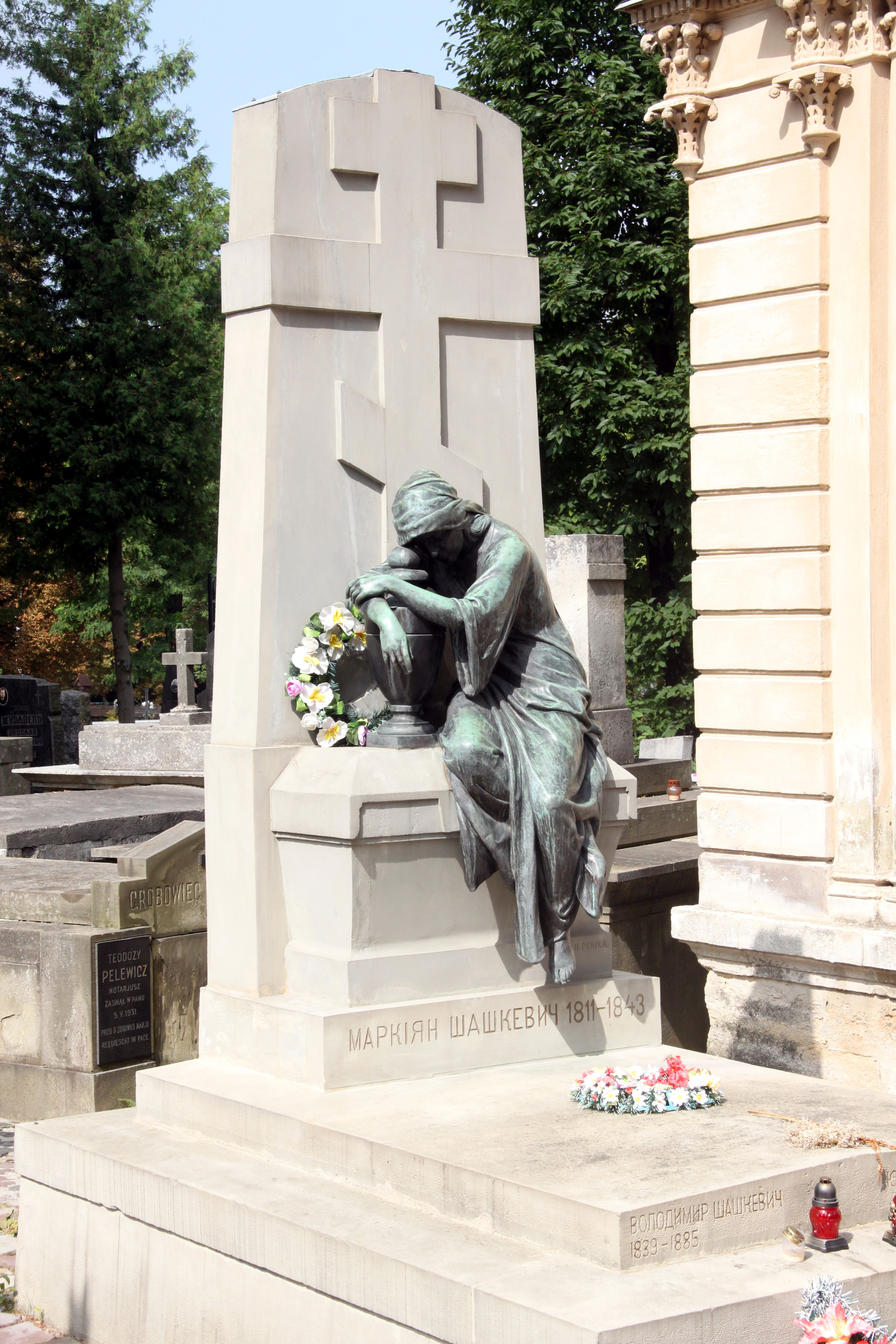
Markijan Schaschkewytsch
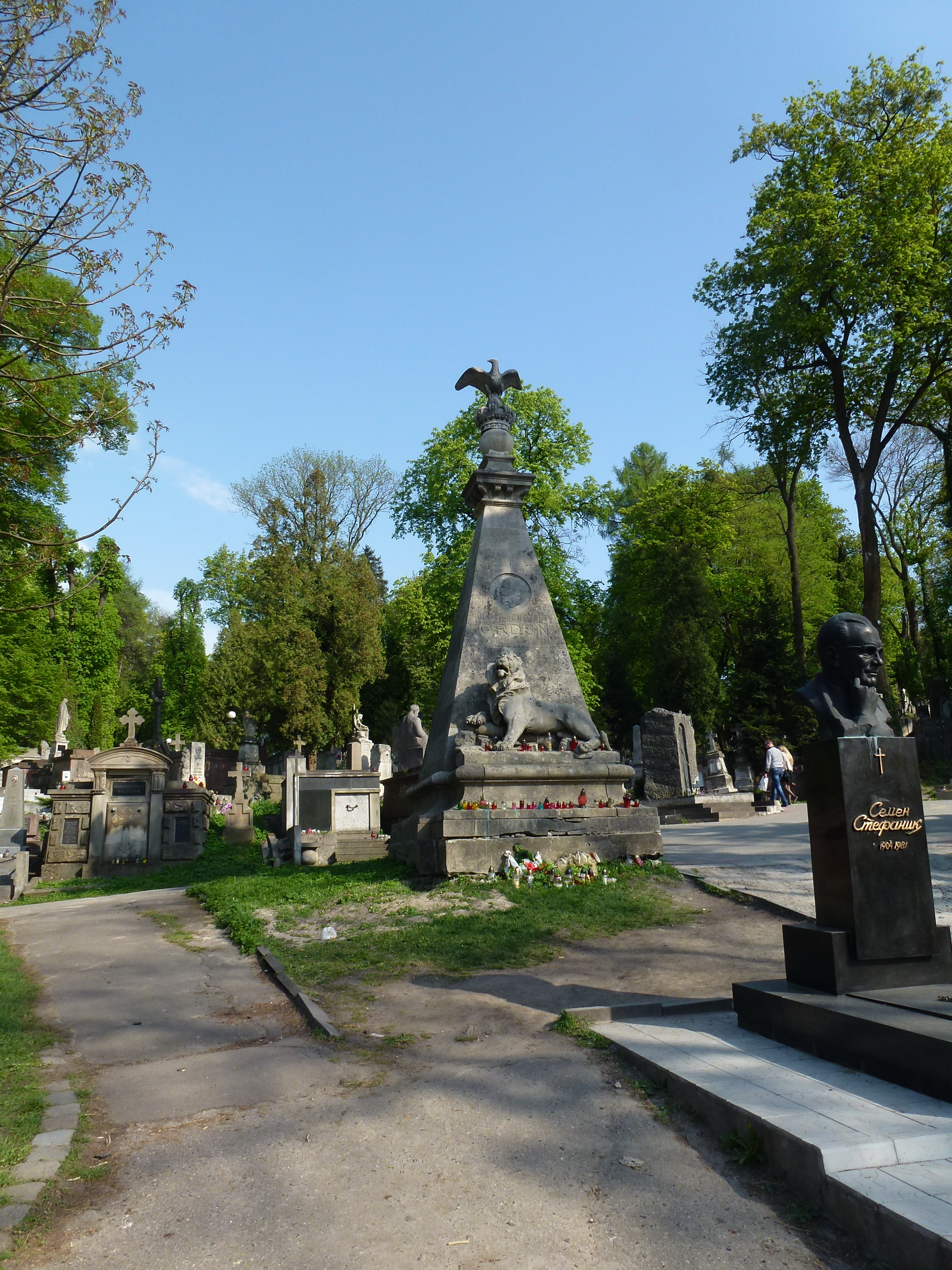
Julian Konstanty Ordon
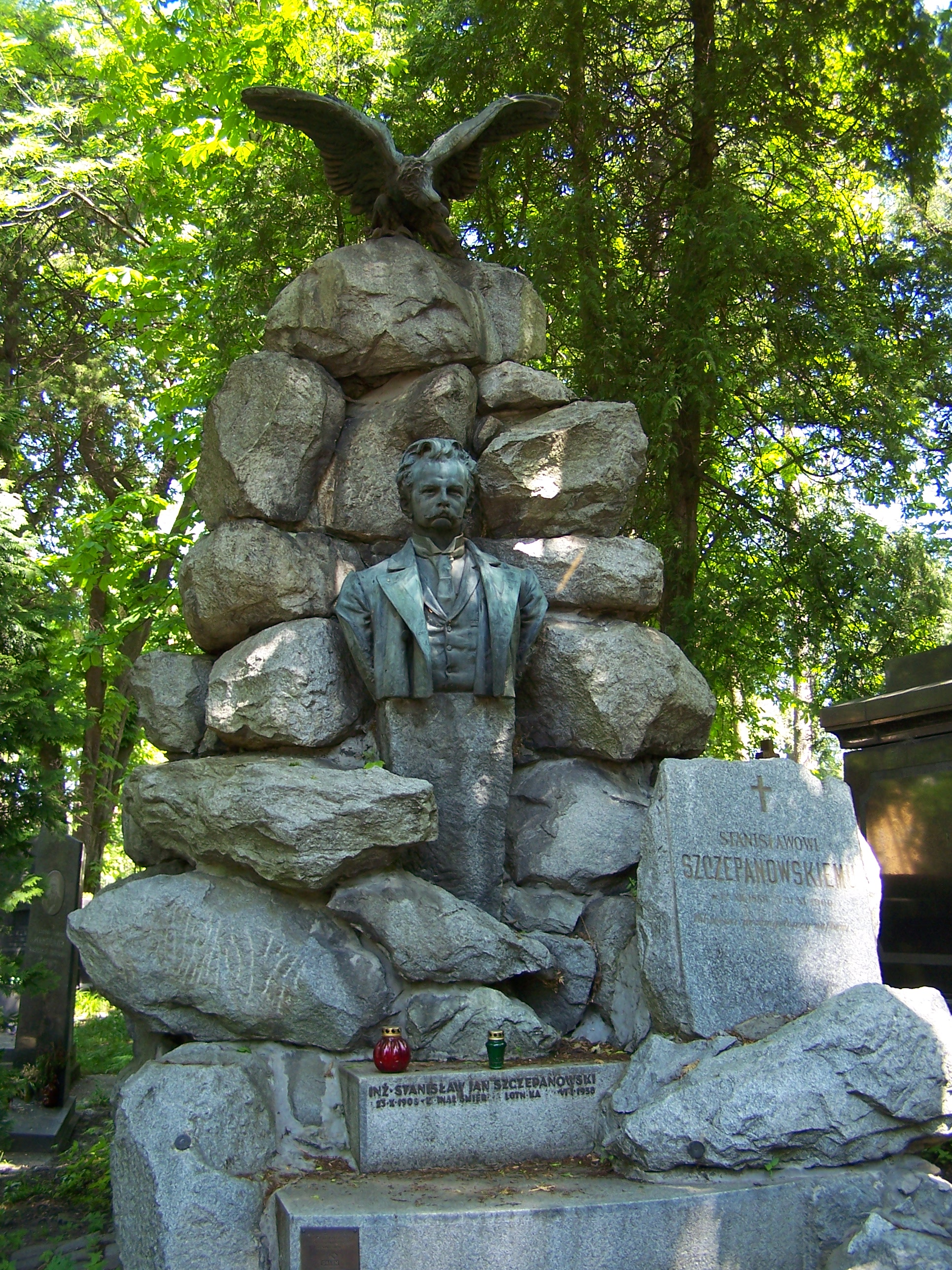
Stanisław Szczepanowski
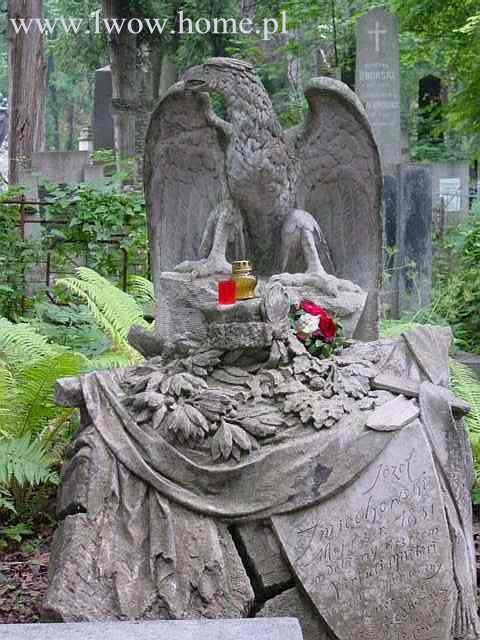
Józef Śmiechowski
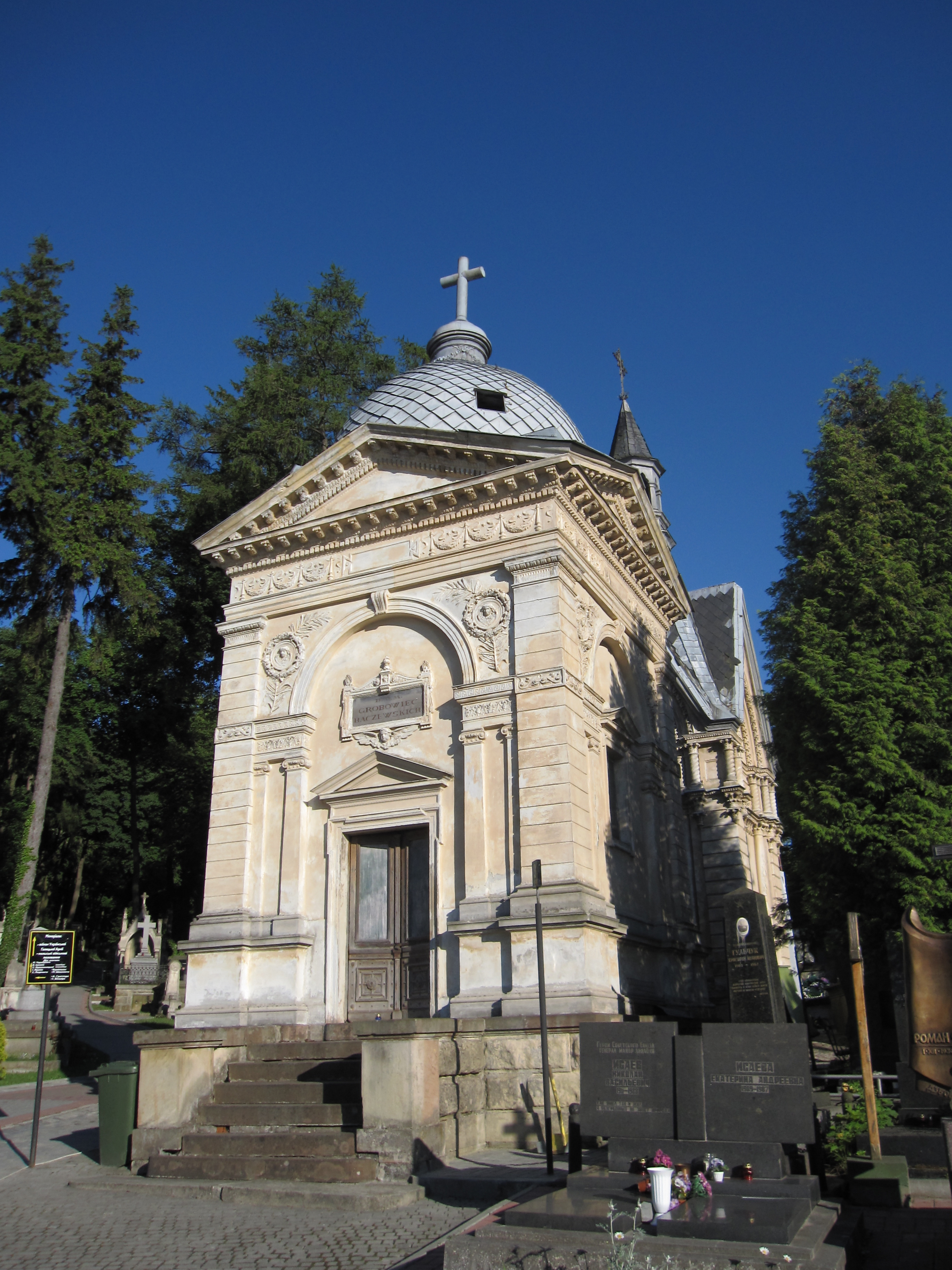
Baczewskis
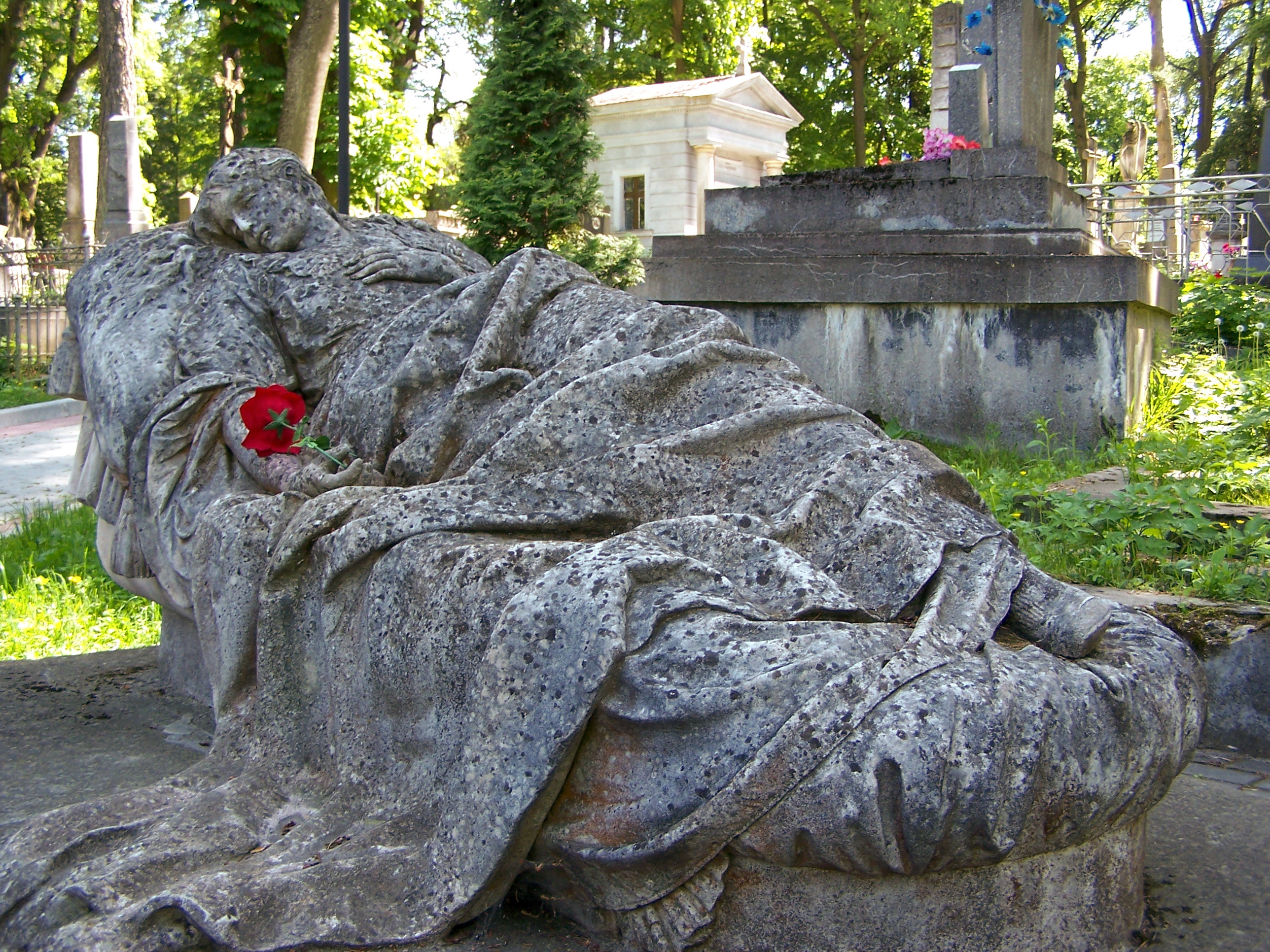
Wanda Markowska
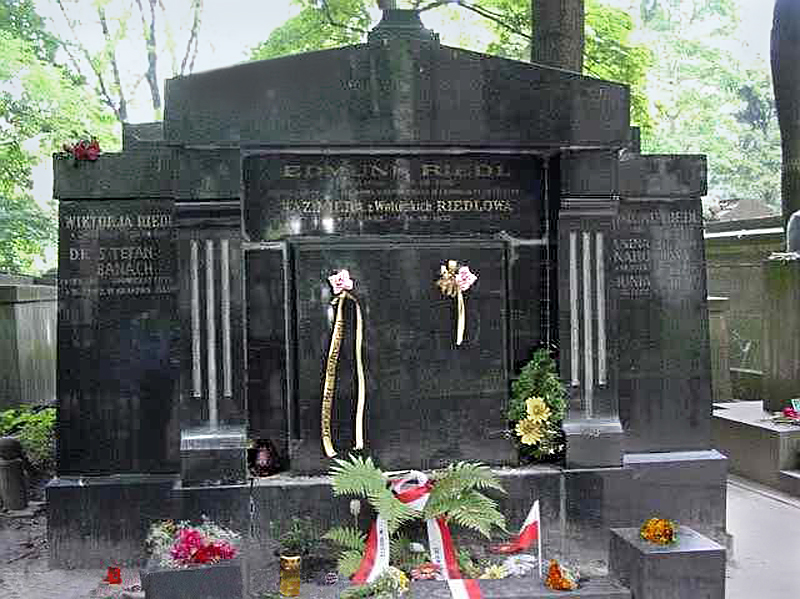
Riedl-Monument, Stefan Banach
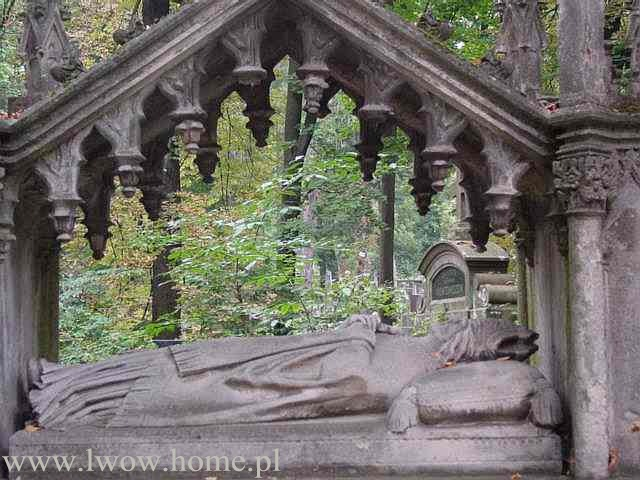
Cyryl Stefanowicz
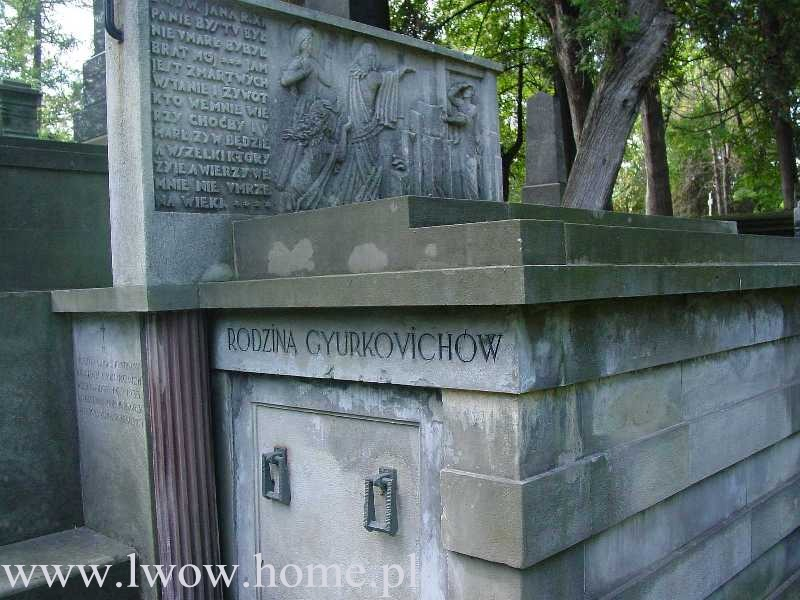
Gyurkovichs
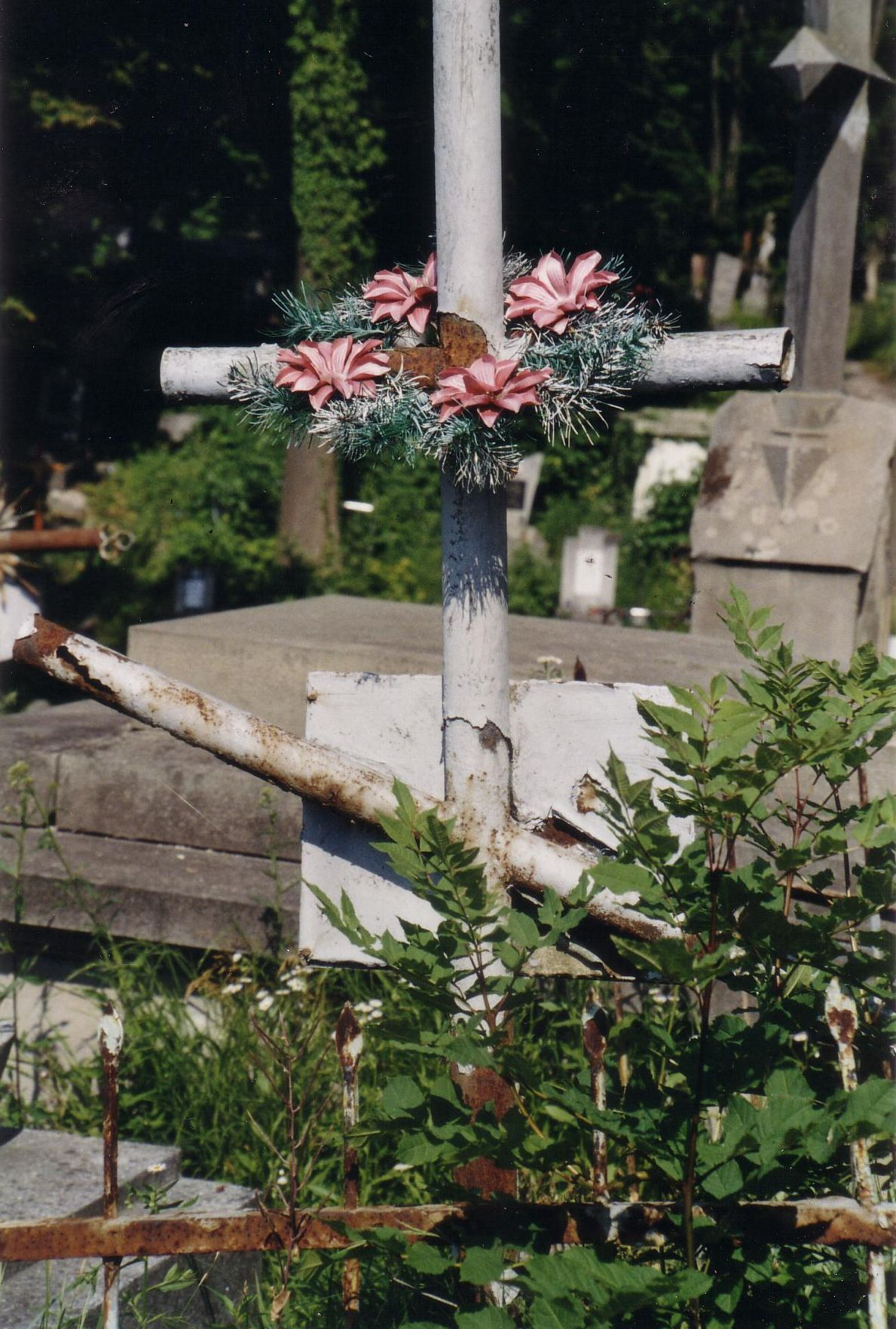
Rohrkreuz (1948)